# Sexo seco
El sexo seco o sexo en seco es la práctica de mantener relaciones sexuales sin lubricación vaginal u anal. Para eliminar la lubricación vaginal se pueden usar afrodisíacos a base de plantas, detergentes domésticos, antisépticos, o pasar una toalla por la vagina o introducir ciertas hojas en la vagina, entre otros métodos. El sexo en seco está asociado con un incremento en los riesgos para la salud.
Eliminar o prevenir la lubricación vaginal por medio de las prácticas asociadas con el sexo seco aumenta la fricción durante las relaciones sexuales. Esto puede causar la impresión de que hay una mayor estrechez vaginal y una mejora del placer sexual para el miembro masculino de la pareja.
Algunos hombres que defienden el sexo seco consideran impuras a las mujeres «húmedas».
El sexo seco puede ser doloroso tanto para hombres como para mujeres.
El sexo en seco es común en los países del África subsahariana y también se ha observado en Surinam entre mujeres afro-surinamesas.

## Riesgos para la salud
Esta práctica ha sido vinculada a una mayor incidencia del VIH/sida en África. Se considera que esta práctica incrementa de diversas formas el riesgo de transmisión de enfermedades de transmisión sexual (ETS), incluyendo el VIH, en ambos miembros de la pareja. Una mayor fricción durante las relaciones sexuales puede provocar laceraciones en el tejido vaginal. Resecar la vagina también elimina antisépticos naturales tales como los lactobacillus que combaten las enfermedades de transmisión sexual. Además el sexo en seco incrementa el riesgo de que un condón se rompa debido al incremento de la fricción. También puede provocar inflamaciones vaginales y/o lesiones traumáticas que a su vez incrementan el riesgo de transmisión de ETS de otras formas.